# بول ساباتييه
بول ساباتييه (Paul Sabatier) هو كيميائي فرنسي ولد في كركاسون في 5 نوفمبر 1854 وتوفي في تولوز في 14 أغسطس 1941. تحصل على جائزة نوبل في الكيمياء لسنة 1912 مع فيكتور غرينيار.
درس في مدرسة بيير فرما. في سن الثامنة عشرة، تم قبوله في المدرسة البولتكنيكية وفي مدرسة الأساتذة العليا واختار مدرسة الأساتذة.قبل سنة 1877 في شهادة التبريز. بعد تحصله على الدكتوراه في 1880 درس في جامعة تولوز التي أصبحت تحمل اسمه اليوم.
لكي يصبح عضوا في أكاديمية العلوم الفرنسية اضطرت الأكاديمية إلى تغيير حالتها القانونية كي يستطيع بول الاحتفاظ بمقعده في الجامعة. له دكتوراه شرفية من جمعية فلادلفيا كما هو عضو شرف في عدة مؤسسات علمية.

## روابط خارجية
- بول ساباتييه على موقع الموسوعة البريطانية (الإنجليزية)
- بول ساباتييه على موقع إن إن دي بي (الإنجليزية)